# Українсько-угорські відносини
Українсько-угорські відносини — це двосторонні відносини між Україною та Угорщиною у галузі міжнародної політики, економіки, освіти, науки, культури тощо. Історичні відносини Угорщини і України починаються у IX ст.

## Історія відносин

### Прихід угорців
Під час своєї мандрівки до теперішньої батьківщини мадярська орда, згідно з «Повістю времінних літ», увійшла в IX ст. в контакт з східнослов'янськими племенами; частина угорців стояла табором біля Києва, звідси назва Угорське урочище. На теренах нинішньої Угорщини кочові угорці застали серед іншого і слов'янське населення, а в північно-західній Панонії Велику Моравську державу, котру перемогли у 906 році. Північно-східна частина Угорщини, рідко заселена слов'янською людністю (теперішнє Закарпаття), наприкінці IX ст. на початку XI ст. була в сфері впливу Русі, але після смерті Володимира Великого угорський король Стефан І (1000—1038) закріпив своє володіння по Карпати.

### Угорщина та  Русь
Взаємини Угорщини з Києвом у XI—XIII вв. були назагал дружні, чому сприяли, крім торг. зв'язків, ще й династичні посвоячення Арпадовичів з Рюриковичами: дочка Володимира, Предслава, була дружиною короля Володислава Лисого. Сини Володислава перебували у Києві, звідки один з них, Андрій І, одружений з дочкою Ярослава Мудрого Анастасією-Аґмундою, був запрошений на угор. престол. За його і його сина Соломона (1063—1074) володіння зросли укр. впливи при королівському дворі й у культурно-релігійному житті Угорщини (зокрема в поширенні східного обряду). Дочка Володимира Мономаха Євфимія була дружиною короля Коломана І, завойовника Хорватії і Далмації, який втручався також у міжусобиці українських князів. Їх син Борис перебував у Києві і був кандидатом на угорських престол, але переміг Ґейза II, що одружився з Єфросинією, дочкою київського князя Мстислава.
Галицька гілка українських князів також підтримувала дружні взаємини з Угорщиною або й боролася проти поширення угорських впливів на західноукраїнські князівства. Володимирко Володаревич боровся з угорцями, а Ярослав Осмомисл уклав союз з Угорщиною. За Володимира II Ярославича угорський король Бела III (1172—1196) захопив 1188 Галич і проголосив себе королем Галичини. У боротьбі з українськими князями Бела мусів врешті поступитися. Роман Мстиславич у своїх заходах об'єднати Галицьке і Волинське князівства спирався на союз з королем Андрієм II (1205—1235). Дружина Романа, Ганна, намагаючися зберегти князівство для синів, піддалася під протекторат Андрія, який увів угорську залогу до Галича й, оголосивши себе «королем Галичини і Володимерії», малолітнього Данила Романовича тримав у своєму дворі, а галицький престол хотів здобути для своїх синів. Один з них, Коломан II, був коронований галицьким королем (1215—1221) на основі польсько-угорські угоди в Спишу 1214, але його й угорську залогу вигнав з Галича Мстислав Удатний.
Перша половина XIII ст. була виповнена дальшою боротьбою за гал. престол. Угор. королі у цій боротьбі (Андрій II, Бела IV, 1235—1270) то підтримували Романовичів, то протеґували інших князів чи діяли у згоді з польськими володарями, а також висували власні претензії, при чому довгий час користувалися підтримкою галицьких бояр. Навіть коли Галицький престол остаточно посів Данило після перемоги над угорцями (битва Ярослава 1245) і з цим погодився Бела IV (його дочка була одружена з іншим претендентом на Галич, Ростиславом Михайловичем), угорський король ще користувався титулом «короля Галичини і Володимерії». 1247 Бела IV віддав дочку Констанцію за Данилового сина Лева І, який згодом поширив свої впливи на Закарпаття (Мукачівська домінія; це посідання збереглося майже на півстоліття), а його внуки Андрій і Лев були навіть кандидатами однієї шляхетської партії на угорський престол проти Карла Роберта, але без успіху. Король Людовик V з династії Анжу (1342 — 82) відновив претензії на боротьбу за Галицько-Волинську державність із польським королем і 1370 одержав Галичину, Холмщину і Крем'янеччину, тепер уже також як король Польщі, правлячи ними спершу через Володислава Опольського, а потім через своїх намісників з угорських воєвод. У 1387 остаточно ці землі перебрала Польща.
Понад столітнє змагання Угорщини і частково володіння Галичиною та суміжними українськими землями дало у XVIII ст., за розподілу Польщі 1772, правний аргумент Австрії домагатися Галичини. Австрійські імператори тоді успадкували титул угорських королів «rex Galiciae et Lodomeriae».
Ці події визначали й економічні та культурні взаємини між Україною і Угорщиною. В Угорщині бували українські купці, а в Україну ввозилися з Угорщини коштовні металеві вироби й коні. Західні культурні впливи на Русь ішли також частково через Угорщину.

### 14-17 ст.
Після занепаду української держави в кінці XIV ст. й у висліді пізнішого поділу У. на довший час припиняються українсько-угорські зв'язки. Щойно в XVII ст. відновлюються взаємини між українським козацтвом, а згодом всією Козацькою державою та автономною угорською державою на частині колоній Корони св. Стефана, Семигородом. Під впливом і контролем останнього опинилися переважно українські землі Закарпаття, населення якого брало участь у низці угорських повстань та семигородсько-австрійських воєн. У дальшому українсько-угорські зв'язки визначало безпосереднє чи посереднє (за австрійського абсолютизму) панування Угорщини над українським Закарпаттям, де культурні, релігійні та господарські впливи набрали форм тиску Угорщини на українське населення і його асиміляції.

### XVIII—XIX ст.
Поза Закарпаттям у XVIII—XIX ст. українсько-угорські зв'язки були мінімальні. Угорський національний рух, бувши антиавстрійським, а водночас і ворожим до інших національностей (у тому числі й до закарпатських українців), не викликав прихильності серед українців і сам не мав симпатій до українських змагань. Натомість зросла солідарність і співпраця між угорськими та польськими рухами, зокрема в 1848—1849, коли українці — одні примусово в московській армії І. Паскевича, ін. напівдобровільно в Національній Ґвардії — опинилися у контрреволюційному таборі. Так само не мали користи українці з австро-угорського порозуміння 1867 й утворення двоєдиної монархії. Шовіністична політика Угорщини на Закарпатті та польсько-угорська дружба ще більше наставляли українців-австрофілів до підтримки Відня, а декого — до орієнтації на москвофільство.

### Початок XX ст.
Двічі у XX ст. під час світових воєн перебували угорські армії на українських землях у війні з Росією чи СРСР і важкими репресіями залишили після себе погану пам'ять серед населення. За першої світової війни деяку українську пропаганду в Угорщині вів Союз Визволення України й кілька угорських діячів підтримували ідею незалежної України, очевидно, без Закарпаття; у Будапешті видавався журнал «Ukrajna» (ред. Г. Стрипський). У 1919 — 20 в Будапешті перебували українські дипломатичні місії: УНР (голова М. Ґалаґан) і ЗУНР (голова Я. Біберович). Уряд ЗУНР торгував з республіканським урядом Угорщини, головно експортував нафту, у справах Закарпаття формально створював враження нейтрального, але фактично підтримував рух за приєднання до України.
За комуністичного режиму в Угорщині (березень — серпень 1919) для українських полонених та інтернованих видавалася газета «Червона Україна». РРФСР і радянський український уряд намагалися прийти з допомогою урядові Б. Куна, але цій акції перешкодили Армія УНР та УГА, а також антибільшовицькі повстанці отамана М. Григор'єва. Після придушення комуністичного режиму в Угорщині деякі угорські комуністи перебували на еміграції в УРСР.
Попри антибільшовицькі настрої Угорщини між двома світовими війнами, тут, мабуть, через традиційні упередження, перебувало дуже мале число українських політ. емігрантів. Натомість після 1919 в Угорщині залишилися зугорщені або проугорськи наставлені закарпатські інтеліґенти, які спершу навіть мали свою політичну організацію з метою античехословацької ірреденти. З-поміж закарпатських учених діяли тут між двома світовими війнами історик А. Годинка, славісти О. Бонкало і Г. Стрипський.

### За часів УНР та Української Держави
В 1917 році в Україні діяло представництво Австро-Угорщини на чолі з Йоганном Форґачем.

### 1939—1945
У 1939 році Угорщина вела війну проти Карпатської України, яка скінчилася окупацією держави. Під час вступу угорських військ було розстріляно більше 20000 бійців Карпатської Січі та цивільних, звинувачених у допомозі їм. Ще кілька десятків тисяч українців втекли з Закарпаття до СРСР, де більша частина зазнала радянських репресій.
Під час окупації Закарпаття угорська влада проводила політику активної асиміляції українців. Замість українських організацій та газет були дозволені видання, яки позиціонували себе як «карпаторусинські». Угорська влада підтримувала теорію «угрорусів», які нібито мали більше спільного з угорцями, аніж з українцями, за виключенням хіба мови.
26 червня 1941 р. Угорщина оголосила війну СРСР на боці Німеччини і вислала свою армію через Карпати на радянський фронт. Короткий час на південно-східній Галичині існувала угорська окупаційна адміністрація. Також угорські окупаційні сили були розміщені у центральній Україні (наприклад, у Києві), але при цьому окремих угорських окупаційних зон не існувало, угорці грали допоміжну роль у Райхскомісаріаті Україна.
Угорські окупаційні сили залишили по собі вкрай негативні спомини через свою жорстокість, яка іноді перевершувала німецьку. Однією з причин було погане знання або незнання угорцями місцевої мови та реалій, що перетворювало найменше нерозуміння на конфліктну ситуацію. Одним з відомих військових злочинів угорців було знищення с. Корюківка.
Головні угорські сили (2 армія) були розгромлені у 1943 біля Воронежа.
Відступаючи у квітні 1944 через контрольовану УПА територію в Карпатах, угорське командування уклало з українськими повстанцями (УПА) угоду про нейтральність і допомогу.

### Повоєнні взаємини між Угорщиною й УРСР
У 1944—1945 Угорщину захопили радянські війська З-го та 4-го українських фронтів і було укладене перемир'я з СРСР. Нові радянсько-угорські взаємини випливали з воєнної поразки Угорщини та її становища під контролем радянської окупаційної влади. Зокрема вона відступила Закарпаття (колишня Підкарпатська Русь) на користь УРСР, що визнав міжнародний Паризький мировий договір 10.2.1947. Згідно з цим договором, Угорщина виплатила 200 млн долярів відшкодувань СРСР. На підставі радянсько-угорських угод 1945 і 1948 рр. угорське економічне життя було тісно пов'язане з радянською економікою і ринком, а вступ Угорщини до Padw Економічної Взаємодопомоги 1949 остаточно закріпив цей стан.
У другій половині ХХ століття українські та угорські політичні організації входили до Антибільшовицького блоку народів. Генерал Ф. Фаркаш очолював Раду АБН; угорські публіцисти розміщували статті в українській пресі.
У 1960-х роках 25 % угорської продукції йшло до СРСР. УРСР одержувала паровози, обладнання зв'язку, лікарське приладдя, текстиль, взуття, племінну худобу і харчові продукти. УРСР експортувала до Угорщини вугілля, кокс, електроенергію, дерево. Майже 100 % радянського експорту вугілля, коксу, покладів руди до Угорщини вивозилося з України, 81 % електроенергії, 80 % манґану, 58 % прокату чорних металів. Крім того, УРСР вивозила до Угорщини сільськогосподарські машини й заводське обладнання. Електроенергія до Угорщини йде через систему «Мир» (підстанція в Мукачеві), нафта — нафтопроводом «Дружба» (угор. траса відкрита 1962), природний газ — газопроводом «Братство». Основний товарообмін між Угорщиною і СРСР відбувається через заліз. станцію в Чопі українсько-угор.-чехо-словацькому кордоні. Частина перевозиться також Дунаєм.

### Культурні угорсько-українські зв'язки
До помітних подій цих зв'язків належить перебування в сер. XVII ст. Г. Сковороди, а в 1837 поява в Будині «Русалки Дністрової» М. Шашкевича. Літ. зв'язки у XIX—XX вв. були мінімальні й існували гол. завдяки закарп. діячам (Ю. Жаткович, Г. Стрипський), що перекладали на угорську мову деякі твори українських письменників; вже перед першою світовою війною почалися укр. переклади угор. авторів (твори Ш. Петефі, Я. Араня, К. Міксата, М. Йокаї й ін.). Між першими перекладачами з угор. були П. Грабовський та М. Черемшина. В УРСР по 1920 появлялися твори ком. письм.: Мате Залки, Е. Мадараса, Б. Іллеша (повісті з закарп. життя «Тиса палає», «Карпатська рапсодія»). Перекладали в УРСР В. Сосюра і Л. Первомайський, який також написав цикл поезій «Угорська рапсодія» (1936). Поза тим існували інтенсивні культурні угорсько-українські закарпатські зв'язки, гол. в 1939—1944 рр.
Щойно після 1945 почалися тісніші заг.укр. зв'язки з Угорщиною. У Будапешті відкрито кафедру української мови, почалася систематичніша наук. співпраця. Київ. Університет встановив зв'язки з Дебреценським, а Ужгородський з Сеґедським Університетом і Ньїредьгазьким Пед. Інститутом. Є наук. обмін і співпраця між інститутами АН УРСР та відповідними угор. установами. Д. Радо належить до найкращих україністів У., який є також перекладачем з укр. літератури, а укр. проблематику досліджує історик Й. Перейні. Твори укр. письм. перекладали: Ш.Вереш (двотомник Т.Шевченка), А. Гідаш (вибрані твори М. Коцюбинського), Є. Ґріґаші («Вершники» Ю. Яновського), Ж. Раб (трилогія М. Стельмаха). Ш. Каріґ (І. Франка, О. Довженка) й ін. Низку перекладів з угор. літератури здійснили закарп. письм.: Ю. Шкробинець (антологія «Угор. арфа», 1970), М. І. Томчаній (роман Кальмана Міксата «Дивний шлюб»), С. Панько, І. Чендей, й ін., а також Л. Первомайський і М. Лукаш («Трагедія людини» І. Мадача). М. І. Томчаній у своєму романі «Тихе містечко» описує життя людей Угорщини в період Другої світової війни. У 1972 ж. «Alföld» (Дебрецен) присвятив 2 випуски укр. літературі, зокрема новітній. З угорської багато перекладає закарпатський поет Петро Лизанець, упорядник першої збірки угорських народних балад та першої антології угорської літ-ри Закарпаття (нині пише русинською мовою).
У 1950—1960-х pp. пожвавилися мист. і театральні зв'язки. Укр. театри, муз. і танцювальні ансамблі УРСР, солісти опер побували в У., а угорські театри гастролювали в УРСР. У 1960 в Будапешті відбувся Тиждень української культури, а в 1965 — Дні української культури в Угор. Нар. Респ.; у 1959 і 1965 відбулися Дні угорської культури в Україні. Деяке ч. угор. студентів вчиться у вузах України (1968 — 240 осіб), але значно менше українців в угор. університетах. Окремої уваги надається співпраці між деякими обл.: Закарп. — Соболч-Сатмарська, Львівська — Баранья, між районами, містами, заводами тощо.
Відбувається обмін мист. виставками. В Ужгородській картинній галереї є чимало угор. творів, серед ін. і найбільшого угор. мистця, уродженця Закарпаття, М. Мункачі-Ліби, Ш. Голлоші (його учнем був Ю. Нарбут). У деяких творах композитора Ф. Ліста використані мотиви українських народних пісень, зокрема в симфонічній поемі «Мазепа»; Б. Барток збирав й опрацьовував укр. нар. мелодії.

## Сучасні відносини
29 травня 2015 року оператори газотранспортних систем України та Угорщини підписали договір про інтерконнектори, який передбачає обмін даними про роботу транскордонних газопроводів, що повністю відповідає енергетичному законодавству ЄС.
26 вересня 2017 року МЗС Угорщини заявило що у відповідь на Прийняття Києвом закону «Про освіту» Угорщина блокуватиме подальший рух України до ЄС. «Угорщина, перебуваючи в Європейському Союзі, блокуватиме і буде накладати вето на будь-які кроки, які могли б бути подальшим прогресом у процесі європейської інтеграції України у дусі програми Східного партнерства», — йдеться у заяві МЗС. Закон, який мається на увазі, передбачає, що діти, які підуть у школи з 1 вересня 2018 року, матимуть можливість навчатися рідною мовою тільки в початковій школі — перші чотири роки. З п'ятого класу всі предмети повинні викладатися українською мовою.
Водночас на думку філософа і політичного оглядача Ігоря Загребельного закон «Про освіту» був недостатньо продуманим: проблеми з незнанням частиною угорців української мови пов'язані з багаторічним ігноруванням Міністерством освіти і науки дидактичних проблем викладання української мови у місцях компактного проживання меншин, а сам українсько-угорський конфлікт пов'язаний із відсутністю у Києва чіткої стратегії побудови відносин із сусідом. Варто відзначити, що угорський уряд сам фінансує програми вивчення закарпатськими угорцями української мови.
На початку 2018-го були вчинені перші попередження, окремими джерелами трактовані як теракти, щодо недружньо налаштованих мадяр.
У серпні 2018 року в уряді Угорщини заснували посаду міністра, який буде відповідати за розвиток Закарпатської області України, що викликало хвилю обурення. У жовтні 2018 Угорщина змінила скандальну назву посади, урядового «уповноваженого по Закарпаттю» — у новій назві посади йдеться не про розвиток однієї області, а про співпрацю двох сусідніх прикордонних регіонів.
Товарообіг за 2019 рік між Україною та Угорщиною склав 2.8 млрд. дол. США.

### Російське вторгнення 2022 року
У січні 2024 року угорські ультраправі політики відкрито заговорили про територіальні притензії на українське Закарпаття.